# تورستن بالم
تورستن بالم (بالسويدية: Torsten Palm)‏ هو سائق سيارة سباق ومهندس سويدي، ولد في 23 يوليو 1947 في كريستينه هامن في السويد.